# ケヴィン・ベーコン
ケヴィン・ベーコン（Kevin Bacon, 1958年7月8日 - ）は、アメリカ合衆国出身の俳優、映画監督。
主演代表作に、『フットルース』『アポロ13』『ザ・フォロイング』などがある。ほか、ミュージシャンとしても活動している。2009年「ゴールデングローブ賞」主演男優賞を受賞。妻はキーラ・セジウィック。

## 経歴
ペンシルベニア州フィラデルフィア出身。父親は建築家、都市計画家のエドモンド・ベーコン。6人兄妹の末子。
役者を目指して17歳で地元を離れ、ニューヨークへ移り、『Circle in the Square Theatre』にて舞台を踏んだ。1978年にジョン・ベルーシ主演のコメディ映画『アニマル・ハウス』で映画デビュー。着々とキャリアを重ね、1982年には才能を評価されてオビー賞を獲得。直後にはショーン・ペン、ヴァル・キルマー、ジャッキー・アール・ヘイリーとの共演で『The Slab Boys』でブロードウェイデビュー。さらにバリー・レヴィンソン監督の青春映画『ダイナー』などに出演。
1984年、主演映画『フットルース』が、世界的に大ヒット、ハリウッドスターの仲間入りを果たす。この大ブレイクにより、1980年の『13日の金曜日』への出演が再注目され、端役であったにもかかわらず、その後はビデオやDVDジャケットに主演俳優並みに最上位にクレジットされることもある。若い頃は青春映画のスターとして活躍していたが、その後は脇役や悪役を多く演じ個性派・実力派の俳優として評価を得、近年は自らメガホンも取っている。
1994年に出演したメリル・ストリープ共演のアクションスリラー『激流』では、エリート一家を恐怖に陥れる悪役を熱演してゴールデングローブ賞にもノミネート。2009年に出演したテレビ映画『TAKING CHANCE/戦場のおくりびと』では同賞を受賞した。
2000年には、『インビジブル』での演技が評価され、第7回みうらじゅん賞を受賞している。

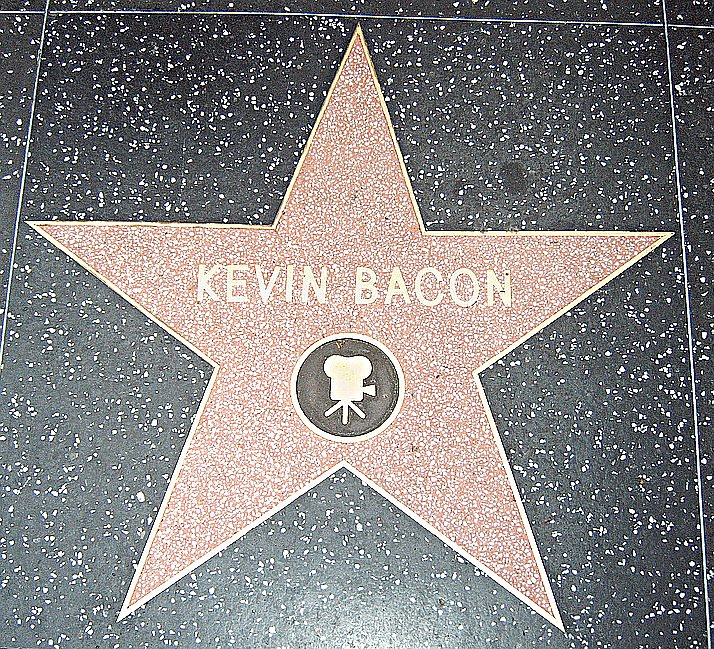
ハリウッドにある「名声の歩道」

2003年、エンターテイメント界に貢献した著名人に贈られる「ハリウッド・ウォーク・オブ・フェーム（名声の歩道）」に選出されている。
2013年、サイコスリラー『ザ・フォロイング』にて、テレビドラマシリーズ初主演。以降、『I Love Dick』（2016年）、『City on a Hill』（2019年）のドラマで主演を務めている。
2016年にはApple Musicのコマーシャルに起用され、ブリトニー・スピアーズと共演。ブリトニーが「ウップス!...アイ・ディド・イット・アゲイン」で着用した赤いキャットスーツを着るコミカルな姿を見せた。

## 音楽活動
ミュージシャンである兄のマイケルと共に、1995年より「ザ・ベーコンブラザーズ」というバンドを組んで音楽活動もしている。これまでプロモーションなどでの来日は中々なかったが、2006年にはマイケルと共に"ミュージシャン"として初来日を果たし、ブルーノート東京にてライブ公演を行った。

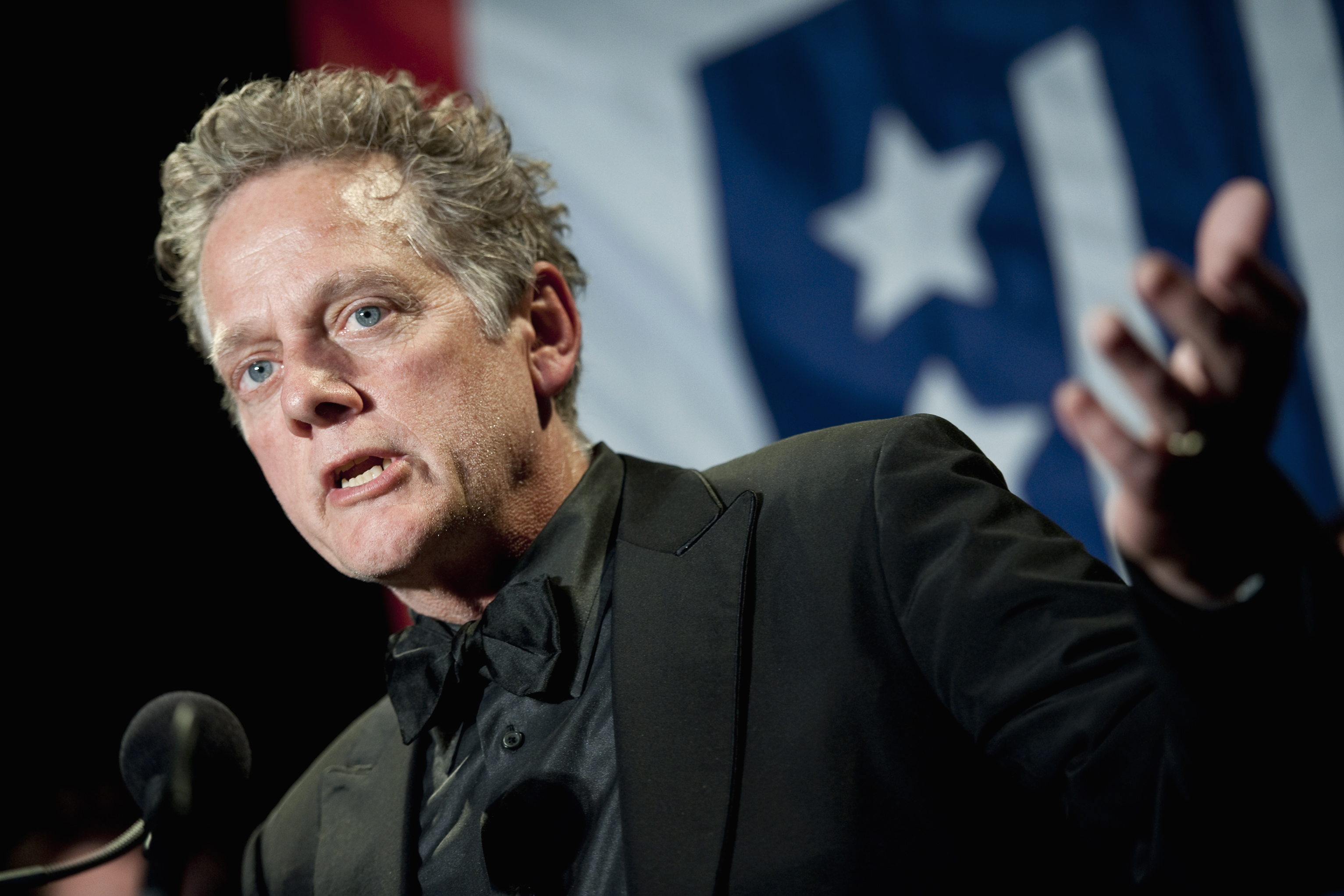
マイケル・ベーコン（2010年）
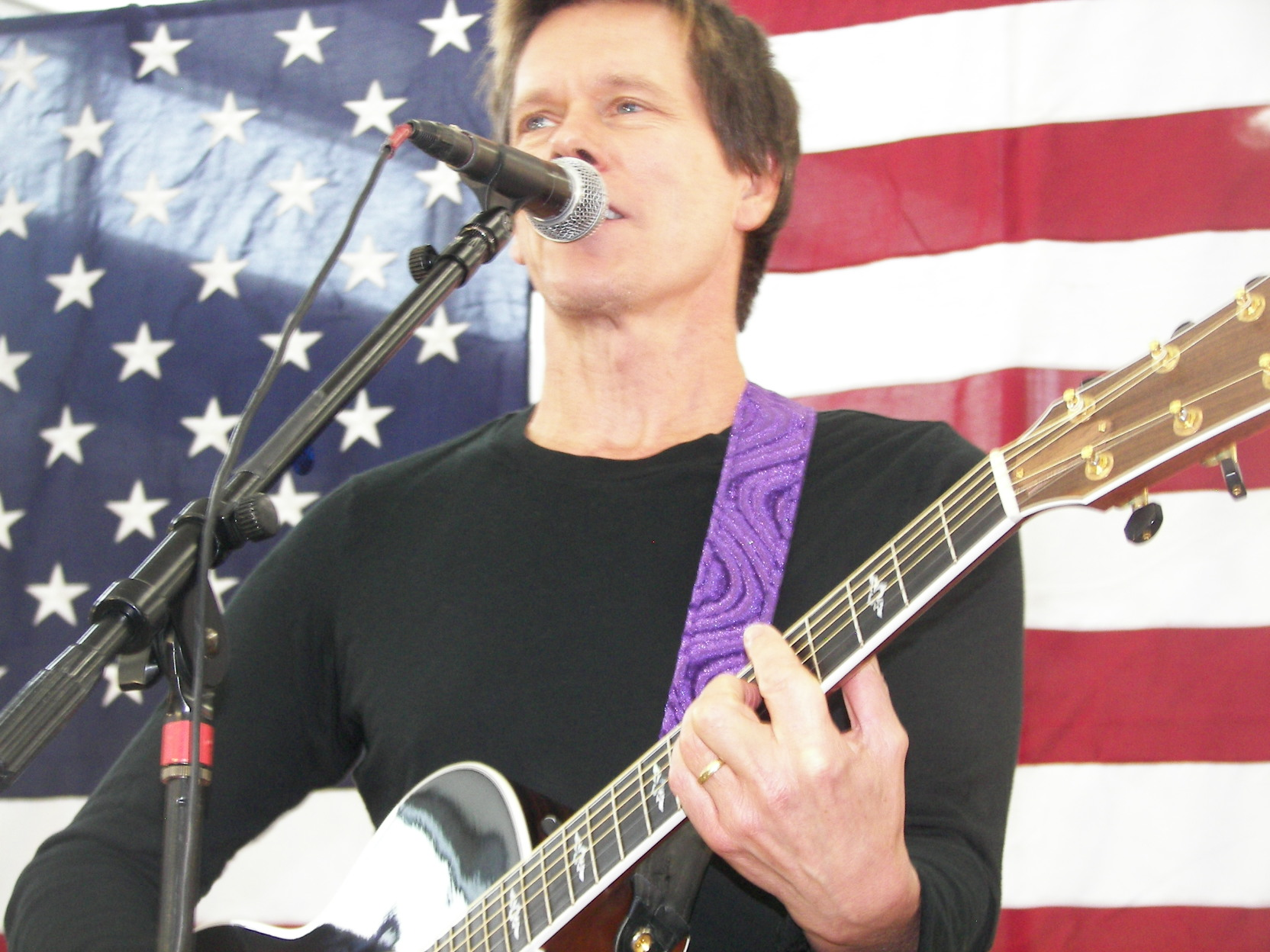
ケヴィン・ベーコン (2005年)

## 私生活など
TV映画『レモン色の空』と共演した女優のキーラ・セジウィックと、1988年に結婚。子供が二人おり、娘のソシー・ベーコンも女優になった。2008年、ミュージシャン ウィル・アイ・アムのプロモーションビデオに夫婦で出演したことがある。

## 出演作品
※太字表記は主演。

### 映画
| 年   | 題名                                                                       | 役名                             | 備考                                                                          | 吹き替え                                                          |
| ---- | -------------------------------------------------------------------------- | -------------------------------- | ----------------------------------------------------------------------------- | ----------------------------------------------------------------- |
| 1978 | アニマル・ハウス Animal House                                              | チップ・ディラー                 |                                                                               | 大滝進矢（テレビ朝日版） 田島俊弥（ソフト版）                     |
| 1979 | 結婚ゲーム Starting Over                                                   | 夫                               | 不明                                                                          |                                                                   |
| 1979 | ニューヨークの恋人 Hero at Large                                           | ティーンエイジャー               |                                                                               |                                                                   |
| 1980 | 13日の金曜日 Friday the 13th                                               | ジャック・バレル                 | 村山明                                                                        |                                                                   |
| 1981 | 泣かないで Only When I Laugh                                               | ドン                             | 松本保典                                                                      |                                                                   |
| 1982 | ダイナー Diner                                                             | ティモシー                       | 関俊彦（TBS版）                                                               |                                                                   |
| 1983 | ブライアンの悪夢 The Demon Murder Case                                     | ケニー・ミラー                   | 日本劇場未公開                                                                | （吹き替え版なし）                                                |
| 1984 | フットルース Footloose                                                     | レン・マコーマック               |                                                                               | 川本克彦（ソフト版） 近藤真彦（フジテレビ版）                     |
| 1986 | クイックシルバー Quicksilver                                               | ジャック                         |                                                                               |                                                                   |
| 1987 | グレート・ストリーム White Water Summer                                    | ヴィク                           |                                                                               |                                                                   |
| 1987 | 大災難P.T.A. Planes, Trains & Automobiles                                  | レーサー                         | 不明                                                                          |                                                                   |
| 1988 | 結婚の条件 She's Having a Baby                                             | ジェイク・エドワード・ブリッグス |                                                                               |                                                                   |
| 1989 | クリミナル・ロウ Criminal Law                                              | マーティン・ティール             | （吹き替え版なし）                                                            |                                                                   |
| 1989 | ケビン・ベーコンのハリウッドに挑戦!! The Big Picture                       | ニック・チャップマン             | 日本劇場未公開                                                                |                                                                   |
| 1990 | トレマーズ Tremors                                                         | ヴァル・マッキー                 |                                                                               | 安原義人（ソフト版） 井上和彦（テレビ朝日版）                     |
| 1990 | フラットライナーズ Flatliners                                              | デイヴィッド                     | 野沢那智（ソフト版） 大塚芳忠（日本テレビ版）                                 |                                                                   |
| 1991 | パイレーツ この恋、火気厳禁! Pyrates                                       | アリ                             | 日本劇場未公開                                                                | 森川智之                                                          |
| 1991 | クイーンズ・ロジック/女の言い分・男の言い訳 Queens Logic                   | デニス                           |                                                                               | 関俊彦                                                            |
| 1991 | 彼の言い分、彼女の言い分 He Said, She Said                                 | ダン・ハンソン                   | 山寺宏一                                                                      |                                                                   |
| 1991 | JFK                                                                        | ウィリー・オキーフ               | 金尾哲夫（ソフト版） 田原アルノ（テレビ朝日版）                               |                                                                   |
| 1992 | ア・フュー・グッドメン A Few Good Men                                      | ジャック・ロス                   | 大塚芳忠                                                                      |                                                                   |
| 1993 | アフリカン・ダンク The Air Up There                                        | ジミー                           | 藤原啓治                                                                      |                                                                   |
| 1994 | 激流 The River Wild                                                        | ウェイド                         | ゴールデングローブ賞 助演男優賞ノミネート                                     | 安原義人（ソフト版） 堀内賢雄（テレビ朝日版）                     |
| 1995 | 告発 Murder in the First                                                   | ヘンリ                           |                                                                               | 平田広明                                                          |
| 1995 | アポロ13 Apollo 13                                                         | ジャック・スワイガート           | 安原義人（ソフト版） 山路和弘（日本テレビ版） 安原義人（フジテレビ版）        |                                                                   |
| 1995 | バルト Balto                                                               | バルト                           | 声の出演                                                                      | 柴田恭兵                                                          |
| 1996 | スリーパーズ Sleepers                                                      | ショーン                         |                                                                               | 江原正士（ソフト版） 中田和宏（テレビ朝日版） 佐藤せつじ（VOD版） |
| 1997 | ピクチャー・パーフェクト 彼女が彼に決めた理由 Picture Perfect              | サム・メイフェア                 | 日本劇場未公開                                                                |                                                                   |
| 1997 | 17 セブンティーン Telling Lies in America                                  | ビリー・マジック                 |                                                                               | 江原正士                                                          |
| 1998 | ウィズ・ユー Digging to China                                              | リッキー                         | 岩崎ひろし                                                                    |                                                                   |
| 1998 | ワイルドシングス Wild Things                                               | レイ・デュケット                 | 兼製作総指揮                                                                  | 山路和弘（ソフト版） 井上和彦（テレビ朝日版）                     |
| 1999 | エコーズ Stir of echoes                                                    | トム・ウィツキー                 |                                                                               | 咲野俊介                                                          |
| 2000 | マイ・ドッグ・スキップ My Dog Skip                                         | ジャック・モリス                 | 山路和弘                                                                      |                                                                   |
| 2000 | インビジブル Hollow Man                                                    | セバスティアン・ケイン           | 第7回みうらじゅん賞受賞                                                       | 山路和弘（ソフト版） 安原義人（テレビ朝日版）                     |
| 2001 | ノボケイン/局部麻酔の罠 Novocaine                                          | ランス                           | クレジットなし                                                                | 不明                                                              |
| 2002 | コール Trapped                                                             | ジョー                           |                                                                               | 咲野俊介                                                          |
| 2003 | ミスティック・リバー Mystic River                                          | ショーン                         |                                                                               | 咲野俊介                                                          |
| 2003 | イン・ザ・カット In the Cut                                                | ジョン・グラハム                 | 藤原啓治                                                                      |                                                                   |
| 2004 | The Woodsman                                                               | ウォルター                       | N/A                                                                           |                                                                   |
| 2004 | バイバイ、ママ Loverboy                                                    | マーティ                         | 兼監督・製作                                                                  | 谷昌樹                                                            |
| 2005 | ビューティー・ショップ Beauty Shop                                         | ホルヘ                           | 日本劇場未公開                                                                |                                                                   |
| 2005 | 秘密のかけら Where the Truth Lies                                          | ラニー・モリス                   |                                                                               | 山路和弘                                                          |
| 2007 | 狼の死刑宣告 Death Sentence                                                | ニック                           | （吹き替え版なし）                                                            |                                                                   |
| 2007 | レールズ&タイズ Rails & Ties                                               | トム・スターク                   | （吹き替え版なし）                                                            | 日本劇場未公開                                                    |
| 2007 | 狼たちの報酬 The Air I Breathe                                             | ラブ                             | （吹き替え版なし）                                                            | 日本劇場未公開                                                    |
| 2008 | フロスト×ニクソン Frost/Nixon                                              | ジャック・ブレナン               |                                                                               | 安原義人                                                          |
| 2009 | TAKING CHANCE/戦場のおくりびと Taking Chance                               | シュトローブル中佐               | テレビ映画 ゴールデングローブ賞ミニシリーズ・テレビ映画部門の主演男優賞を受賞 |                                                                   |
| 2009 | ニューヨーク、アイラブユー New York, I Love You                            |                                  |                                                                               | 安原義人                                                          |
| 2009 | たった一人のあなたのために My One and Only                                 | ダン                             | 日本劇場未公開                                                                | （吹き替え版なし）                                                |
| 2010 | スーパー! Super                                                            | ジョック                         |                                                                               | 西垣俊作                                                          |
| 2011 | パーフェクト・スナイパー Elephant White                                    | ジミー                           | 日本劇場未公開                                                                | 成田剣                                                            |
| 2011 | X-MEN:ファースト・ジェネレーション X-Men: First Class                      | セバスチャン・ショウ             |                                                                               | 安原義人                                                          |
| 2011 | ラブ・アゲイン Crazy, Stupid, Love.                                        | デイヴィッド                     | 高宮俊介                                                                      |                                                                   |
| 2013 | ゴースト・エージェント/R.I.P.D. R.I.P.D.                                   | ボビー・ヘイズ                   | 安原義人                                                                      |                                                                   |
| 2015 | COP CAR/コップ・カー Cop Car                                               | クレッツァー保安官               | 山路和弘                                                                      |                                                                   |
| 2015 | ブラック・スキャンダル Black Mass                                          | チャールズ・マクガイア           | 安原義人                                                                      |                                                                   |
| 2016 | ダークネス The Darkness                                                    | ピーター・テイラー               | 安原義人                                                                      | 日本劇場未公開                                                    |
| 2016 | パトリオット・デイ Patriots Day                                            | リック・デローリエ特別捜査官     |                                                                               | 山路和弘                                                          |
| 2017 | Tour de Pharmacy                                                           | ディトマー・クラーケン           | テレビ映画                                                                    | N/A                                                               |
| 2017 | Story of a Girl                                                            | マイケル                         | テレビ映画                                                                    | N/A                                                               |
| 2020 | レフト -恐怖物件- You Should Have Left                                     | テオ・コンロイ                   | 兼製作 日本劇場未公開                                                         | 山路和弘                                                          |
| 2022 | ワイルド・ロード One Way                                                   | フレッド・サリバン・Sr           |                                                                               | 三上哲                                                            |
| 2023 | 終わらない週末 Leave the World Behind                                      | ダニー                           | Netflixオリジナル映画                                                         | 安原義人                                                          |
| 2024 | ビバリーヒルズ・コップ: アクセル・フォーリー Beverly Hills Cop: Axel Foley | ケイド・グラント                 | Netflixオリジナル映画                                                         | 安原義人                                                          |
| 2024 | MaXXXine マキシーン MaXXXine                                               | ジョン・ラバト                   |                                                                               |                                                                   |
| TBA  | Family Movie                                                               | TBA                              | 兼監督                                                                        |                                                                   |

### テレビシリーズ
主にレギュラーのみ記載
| 年        | 題名                                                                                                | 役名               | 備考                               | 吹き替え |
| --------- | --------------------------------------------------------------------------------------------------- | ------------------ | ---------------------------------- | -------- |
| 2013-2015 | ザ・フォロイング The Following                                                                      | ライアン・ハーディ | 計45話出演                         | 山路和弘 |
| 2016-2017 | アイ・ラブ・ディック I Love Dick                                                                    | ディック           | 計8話出演                          | 山路和弘 |
| 2019-2022 | CITY ON A HILL/罪におぼれた街 City on a Hill                                                        | ジャッキー・ローア | 計26話出演                         | 安原義人 |
| 2022      | ガーディアンズ・オブ・ギャラクシー ホリデー・スペシャル The Guardians of the Galaxy Holiday Special | 本人役             | Disney+配信 テレビスペシャル       | 安原義人 |
| 2025      | ボンズマン ～悪霊ハンター～ The Bondsman                                                            | ハブ・ハロラン     | Amazon Prime Videoオリジナルドラマ | 三上哲   |
| 2025      | セイレーンの誘惑 Sirens                                                                             | ピーター・ケル     | リミテッドシリーズ                 | 安原義人 |

## 主な監督作品

### 映画
- バイバイ、ママ Loverboy （2004年）

### テレビ映画・テレビドラマ
- チェイスの夏 Losing Chase （1996年） ゴールデングローブ賞3部門受賞
- クローザー The Closer （2007年） 27、28話
- CITY ON A HILL/罪におぼれた街 City on a Hill  (2021年) シーズン2第1話

## ディスコグラフィ

### ザ・ベーコンブラザーズ
アルバム
- Forosoco（1997年）
- Getting There（1999年）
- Can't Complain（2001年）
- White Knuckles（2005年）
- New Year's Day（2009年）
- 36 Cents（2014年）

## ケヴィン・ベーコン数
映画俳優の共演関係の「距離」をケヴィン・ベーコンを起点に計測する「ケヴィン・ベーコン・ゲーム」 (Kevin Bacon Game) という遊びがある。ケヴィン・ベーコンと共演した俳優に「1」、「1」の人物と共演した人物に「2」というように隔たりの指数（「ベーコン数」Bacon number と呼ばれる）を与えるもので、その指数をなるべく小さくしようとしたり、より遠くの人物に結びつきを見出そうとしたりするものである。もっとも、ここでいう「共演」は端役などで同じ映画に出演したという程度の関係も含まれ、必ずしも面識を持つとは限らない。この遊びは、数学者・科学者の世界におけるエルデシュ数（ポール・エルデシュを中心とした論文の共著関係の広がり）と同様の発想によるもので、1994年にオルブライト大学の4人の学生が作り出した。
ケヴィン・ベーコンは、あらゆるジャンルで非常に多数の映画に出演している。1994年のはじめ、映画雑誌『プレミア』のインタビューに対してベーコンが「ハリウッドの全員が自分の共演者か、共演者の共演者だ」という趣旨の発言をしており、インターネット上などでは「ケヴィン・ベーコンはハリウッドの中心（あるいは「世界の中心」）」と言われるなど話題になった。実際、ハリウッドに限らず古今東西のほとんどの俳優は「ベーコン数」3以内に収まってしまう。インターネット・ムービー・データベース（IMDb）に掲載されているデータに基づいて任意の人物間の「距離」を計測するサイト「The Oracle of Bacon」によれば、2016年8月現在、IMDbに記載された約430万人の俳優や映画・テレビ関係者のうち「ベーコン数」を持つ人物は約215万人。3303人がベーコン数1を持っており、約176万人（「ベーコン数」を持つ者のうち約81.8%）が3以下である。
日本でも、ベーコン数2（ベーコンの共演者の共演者）を持つ多くの俳優がいる。たとえば、
- 渡辺謙 - ベーコンと法廷サスペンス映画『ア・フュー・グッドメン』（1992年）で共演したトム・クルーズと『ラスト サムライ』（2006年）で共演
- 真田広之 - ベーコンと短編映画『Beyond All Boundaries』（2009年）で共演したジョン・グッドマンと『スピード・レーサー』（2008年）で共演
- 三船敏郎 - ベーコンと青春映画『ダイナー』（1982年）で共演したミッキー・ロークと『1941』（1979年）で共演
- 平泉成 - ベーコンとアクション映画『Elephant White』（2011年）で共演したロン・スムーレンバーグと『L change the WorLd』（2008年）で共演

などである。「The Oracle of Bacon」によれば、インドのラジニカーント、ウズベキスタンのラジャブ・アダシェフ（Rudzhab Adashev）、セネガルのファトゥマタ・クリバリ（Fatoumata Coulibaly）といった、一見ハリウッドから遠くに位置しそうな俳優も、ベーコン数「3」のつながりを持つ。もっとも、共演関係をたどる起点としてベーコンは高い「中心」性を示してはいるが、突出して高いわけではない。
ベーコンはこの遊びについて、はじめは馬鹿にされているようで不快であったが、そのうちに楽しむようになったという。発案者の4人と一緒にテレビのトークショーに出演したり、書籍 Six Degrees of Kevin Bacon （ISBN 9780452278448）に序文を寄せたりしている。

## 日本語吹き替え
主に担当しているのは、以下の二人である。
安原義人
『トレマーズ』（ソフト版）で初担当。以降数多くの作品を吹き替え、ベーコンの専属（フィックス）として定着した。
山路和弘
『アポロ13』（日本テレビ版）で初担当。安原に次いで多く吹き替えている。
山路は自身が声を担当する中でも苦手な俳優にベーコンを挙げており、「ベーコンの吹き替えの仕事が入ると、一瞬だけ憂鬱な気分に陥る」とインタビューで語っている。
このほかにも、咲野俊介、井上和彦、大塚芳忠、江原正士、関俊彦、藤原啓治なども複数回、声を当てている。